# 沃伊科夫站
沃伊科夫站（羅馬化：Voykovskaya）是莫斯科地鐵莫斯科河畔線的一個車站，開通於1964年12月31日。該站的裝飾風格較為樸素，是典型的1960年代莫斯科地鐵站的設計風格。站名取自於蘇聯革命家彼得·沃伊科夫。位于车站入口外的 "大都会" ("Metropolis") 购物中心将地铁站与莫斯科中心环线上的波罗的海站站连接起来。沃伊科夫站是 沃伊科夫区和科普捷沃区居民最近的地铁站。